# 다섯 솔라
"다섯 솔라(Five Solas)"는 서방 기독교 종교 개혁 때 처음으로 대두된 개신교의 다섯 가지 표어이며, 라틴어로 솔라(Sola)는 "오직"이라는 뜻이다. 로마 가톨릭교회의 가르침에 반대한 개신교의 기본적인 믿음 체계를 상징적으로 나타낸다. 따라서 로마 가톨릭교회에서는 이를 인정하지 않고, 개신교는 대체로 이 개념을 따른다.
- Sola Scriptura (오직 성경) : 성경은 유일신 하나님의 영감으로 쓰여진 권위 있는 말씀이며 기독교 교리의 유일한 원천으로, 누구에게나 공개되어 있고, 문체가 명료하며 자기 해석이 가능하다는 것이다. 성경만이 거룩한 전승은 아니고 성경에 기록되지 않은 전승도 인정하며, 교회가 권위적으로 성경을 해석할 수 있다는 기성 교회의 전통(Prima Scriptura)과는 반대된다. 그렇다고 Sola Scriptura가 기독교의 오랜 전통을 완전히 무시하려는 의도는 아니다. 다만 기독교의 모든 전통은 오직 성경의 권위 아래에 있어야 하며, 성경에서 근거를 찾을 수 없는 전통은 인정하지 않는다는 뜻이다. 이와는 달리 기독교의 전통은 아무 의미가 없다고 보는 사상을 "Sola Verbum Dei"라고도 한다.
- Solus Christus (오직 그리스도) : 자연인의 상태에 대한 입장은, 모든 인간은 죄로 인해 참된 생명력을 잃은("죽은") 절대적인 절망의 상태로서 죄의 종 노릇을 하고 있으며 현세에서도 하나님의 진노를 받지만 사후의 심판에서 죄에 대한 대가로 영벌(지옥에서 받는 영원한 벌)을 받는다는 것이다. 이러한 상태에서 인간은 스스로 벗어날 능력이 없고, 구원의 유일한 길은 십자가에서 억조창생의 죄값을 다 받고 하나님의 의를 완전히 이룬 예수 그리스도의 공효를 덧입는 것뿐이라는 것이 Solus Christus의 내용이다.
- Sola Gratia (오직 은혜) : 예수 그리스도의 공효를 덧입혀 주는 것은 전적인 하나님의 선물로서 하나님이 인간 쪽에 아무런 조건을 찾지 않는다는 내용이다. "믿음" 역시 하나님의 선물이며, "믿음"은 구원의 은혜를 받는 '통로' 역할을 할 뿐이며 그것의 '대가'로 구원을 받지는 않는다고 하였다.
- Sola Fide (오직 믿음) : 하나님이 내리시는 구원의 은혜는 오직 믿음을 통하여 받을 뿐이지 다른 어떤 것이 요구되지 않는다는 것이다.
- Soli Deo Gloria (오직 하나님께 영광) : 성직자의 권위가 하나님의 권위와 혼동되던 기존의 교회에 반하여 모든 영광은 사람이 아닌 하나님에게로만 돌려야 한다는 것이다. 또한 구원은 하나님이 시작하고 완성하시는 일이며 거기에 인간이 참여하는 부분은 없기 때문에 모든 영광을 하나님이 받는다는 내용이다.

## 같이 보기
- 개신교
- 종교 개혁